# Nikiforos Fokas
Der Gemeindebezirk Nikiforos Fokas (griechisch Δημοτική Ενότητα Νικηφόρου Φωκά Dimotikí Enótita Nikifórou Foká) ist einer von vier Gemeindebezirken der Gemeinde Rethymno im Regionalbezirk Rethymno in der griechischen Region Kreta auf der gleichnamigen Mittelmeerinsel Kreta. Zwischen 1997 und 2010 existierte Nikiforos Fokas als eigenständige Gemeinde. Sie wurde nach dem byzantinischen Kaiser Nikephoros II. benannt, der im 10. Jahrhundert Kreta von den Arabern eroberte. Gemeindesitz war Gonia.

## Verwaltungsgliederung
Anlässlich der Gebietsreform 1997 erfolgte der Zusammenschluss von 14 Landgemeinden zur damaligen Gemeinde Nikiforos Fokas, die dem heutigen Gemeindebezirk entspricht. Die Vereinigung mit den Gemeinden Rethymno, Arkadi und Lappa nach der Verwaltungsreform 2010 hatte die Bildung der neuen Gemeinde Rethymno zur Folge. Die ehemaligen Gemeinden entsprechen seither den vier Gemeindebezirken.
| Kinotita (Κοινότητα)   | griechischer Name                 | Code     | Fläche (km²) | Einwohner 2001 | Einwohner 2011 | Dörfer und Siedlungen                      |
| ---------------------- | --------------------------------- | -------- | ------------ | -------------- | -------------- | ------------------------------------------ |
| Gonia                  | Κοινότητα Γωνιάς                  | 73010401 | 06,173       | 594            | 0534           | Gonia, Agios Andreas                       |
| Agios Konstandinos     | Κοινότητα Αγίου Κωνσταντίνου      | 73010402 | 04,915       | 276            | 0200           | Agios Konstandinos, Agios Georgios         |
| Ano Valsamonero        | Κοινότητα Άνω Βαλσαμονέρου        | 73010403 | 05,629       | 196            | 0107           | Ano Valsamonero, Monopari                  |
| Atsipopoulo            | Κοινότητα Ατσιποπούλου            | 73010404 | 09,539       | 2435           | 4947           | Atsipopoulo, Agna, Violi Charaki, Panorama |
| Gerani                 | Κοινότητα Γερανίου                | 73010405 | 11,363       | 697            | 0883           | Gerani, Petres                             |
| Zouridi                | Κοινότητα Ζουριδίου               | 73010406 | 02,569       | 120            | 0066           | Zouridi                                    |
| Kalonyktis             | Κοινότητα Καλονύκτου              | 73010407 | 02,877       | 201            | 0222           | Kalonyktis                                 |
| Kato Valsamonero       | Κοινότητα Κάτω Βαλσαμονέρου       | 73010408 | 06,666       | 223            | 0193           | Kato Valsamonero                           |
| Malakia                | Κοινότητα Μαλακίων                | 73010409 | 09,359       | 196            | 0138           | Ano Malaki, Kato Malaki                    |
| Moundros               | Κοινότητα Μούντρου                | 73010410 | 09,798       | 221            | 0179           | Moundros, Velonado                         |
| Prines                 | Κοινότητα Πρινέ                   | 73010411 | 07,303       | 630            | 0884           | Prines, Vederi                             |
| Roustika               | Κοινότητα Ρουστίκων               | 73010412 | 04,611       | 365            | 0203           | Roustika, Palelimnos                       |
| Saitoures              | Κοινότητα Σαϊτουρών               | 73010413 | 11,386       | 181            | 0105           | Saitoures                                  |
| Frantzeskiana Metochia | Κοινότητα Φραντζεσκιανών Μετοχίων | 73010414 | 03,354       | 264            | 0250           | Frantzeskiana Metochia                     |
| Gesamt                 | Gesamt                            | 730104   | 95,542       | 6599           | 8911           |                                            |